# Otto Niklasson
Otto Severin Niklasson, född 28 maj 1894 i Fors församling, Älvsborgs län, död där 20 oktober 1960, var en svensk lantbrukare och politiker (bf).
Niklasson var verksam som lantbrukare i Råda Sjuntorp. Han var ledamot av riksdagens andra kammare 1933–1936 och ledamot av första kammaren 1948–1957, invald i Älvsborgs läns valkrets.